# سونات ویولن در سل مینور (تریل شیطان)
سونات ویولن در سُل مینور (به انگلیسی: Violin Sonata in G minor)، به شماره‌های کاتالوگ GT 2.g05 و B.g5، که بیشتر با نام تریل شیطان (به ایتالیایی: Il trillo del diavolo) شناخته می‌شود، سوناتی است برای ویولن سولو (solo violin) با همراهی فیگور باس، ساختهٔ جوزپه تارتینی استاد بزرگ موسیقی. این سونات، شناخته‌شده‌ترین ساختهٔ این آهنگساز به‌شمار می‌رود و به دلیل تم بی‌همتا و همچنین پاساژهای فنی بسیار دشوارِ خود، اثری به واقع قابل توجه در تاریخ موسیقی است. اجرای معمول این قطعه حدود ۱۵ دقیقه به طول می‌انجامد.

## پیشینه
گویا جوزپه تارتینی به ستاره‌شناس فرانسوی، ژروم لالاند، گفته بود که شبی در عالم رؤیا دیده است که شیطان بر او ظاهر شده و خواسته است تا هم خدمتکار و هم استاد او باشد. در پایان درس موسیقی، تارتینی ویولن خود را به شیطان داد تا مهارت او را در نوازندگی بسنجد. شیطان با چیره‌دستی فنی خیره‌کننده‌ای (virtuosity) ساز را به دست گرفت و اجرایی پرشور و شکوهمند ارائه داد. این اجرا آنچنان از زیبایی یگانه، و ذوق و دقت فنیِ برتری برخوردار بود که نفس آهنگساز در سینه حبس شد. داستان کامل، آن‌گونه که خودِ جوزپه تارتینی برای ژروم لالاند در کتابِ او با عنوان سفرنامهٔ یک فرانسوی در ایتالیا نقل کرده، چنین است:
شبی در سال ۱۷۱۳، در عالم رؤیا خویشتن را دیدم که با شیطان، بر سرِ روح خویش، پیمانی بسته‌ام. همه‌چیز بر وفق مرادم پیش می‌رفت؛ چنان‌که گویی در رؤیای شیرینِ بختیاری می‌زیستم. خادمِ نوینم خواسته‌هایم را پیش از آن‌که بر زبان آورم، برمی‌آورد. از جمله، در میان دیگر امور، ویولنم را به او سپردم تا ببینم آیا توان نواختن دارد یا نه. وه که چه شگفت‌زده شدم آنگاه که سوناتی به گوشم رسید، در ژرفا و فریبندگی بی‌همتا، و نواخته‌شده با هنری گویی فراسوی توان بشری، و هوشمندی‌ای اهریمنی؛ چنان‌که در گستاخ‌ترین پروازهای خیال نیز نظیرش را تصور نمی‌کردم! مفتون و مسحور، از خود بی‌خود و بی‌نفس مانده بودم؛ که ناگاه از خواب جستم. بی‌درنگ چنگ در ویولن زدم تا مگر بتوانم، هرچند اندک، آن نقشِ رؤیا را بر صحیفهٔ بیداری نگاه دارم. لیک، دریغا که کوشش به جایی نرسید! موسیقی‌ای که در آن ایام تصنیف کردم، بی‌تردید برترین اثری است که در تمام عمرم نوشته‌ام، و هنوز نیز آن را «تریل شیطان» می‌خوانم؛ با این‌همه، فاصلهٔ میان آنچه بر کاغذ آوردم و آن نغمهٔ رؤیایی که آن‌سان دگرگونم ساخته بود، چنان ژرف و جانکاه است که اگر می‌توانستم بی‌بهره از لذت موسیقی نیز به زندگی ادامه دهم، بی‌تردید سازم را درهم می‌شکستم و برای همیشه با آن وداع می‌گفتم.— جوزپه تارتینی
تارتینی، مسحور و شیفتهٔ نوازندگی درخشان و حیرت‌انگیز شیطان، کوشید تا آنچه را شنیده بود، بازآفرینی کند. با این حال، هرچند او پیش‌تر این سونات را اثر محبوب خود خوانده بود، اما بعدها نوشت که این ساخته «آنقدر از آنچه در رؤیا شنیده بودم، فروتر است که اگر می‌توانستم از راهی دیگر گذرانِ زندگی کنم، بی‌شک ویولنم را درهم شکسته و موسیقی را برای همیشه وداع گفته بودم.» با آنکه تارتینی مدعی بود این سونات را در سال ۱۷۱۳ تصنیف کرده، پژوهشگران به دلیل پختگی سبکیِ اثر معتقدند که احتمالاً تا اواخر دههٔ ۱۷۴۰ ساخته شده است؛ چرا که موسیقی آن واجدِ مؤلفه‌های سبک گالانت است، سبکی که دوران گذار میان دوره‌های باروک و کلاسیک به‌شمار می‌رود. این سونات تا سال ۱۷۹۸ یا ۱۷۹۹، یعنی تقریباً سی سال پس از درگذشت آهنگساز، منتشر شد.
این سونات بعدها هم برای بالهٔ «ویولن شیطان»، ساختهٔ چزاره پوینی در سال ۱۸۴۹، و هم برای پرلود شماره ۲۷ اثر شوپن، مبنا قرار گرفت.

## ساختار

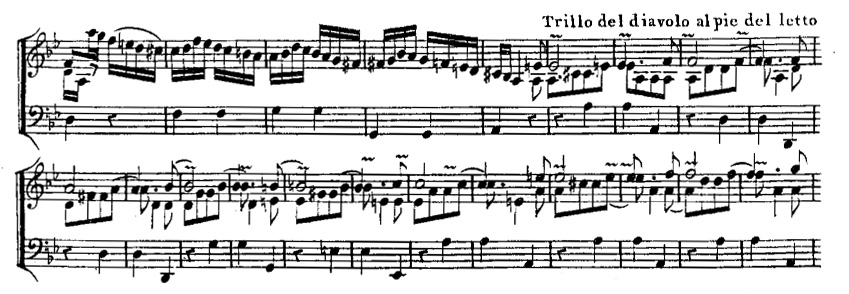
طَنینِ تریلِ شیطان، در پایِ بستر.

این سونات که برای ویولن به همراه باسو کونتینوئو تصنیف گشته، در چهار موومان نوشته شده است:
1. Larghetto ma non troppo
2. Allegro moderato
3. Andante
4. Allegro assai — Andante — Allegro assai

موومان نخست، در میزان‌نمای 12
8، با نوایی آرام و تأمل‌برانگیز آغاز می‌شود؛ همراه با جفت‌آواهای کشیده و خطِ ملودیِ روانِ ویولن که از آرایه‌های خوش‌سلیقه و ظریف آکنده است. ملودی، که در میانهٔ موومان از گامِ تونیک به مدیانت تغییر مایه می‌دهد، شامل چندین کادانسِ فریبنده است و سرانجام به تِمِ تونیکِ مشابهِ آغازین بازمی‌گردد. در ادامه، یک پاساژ براوورایِ چابک، سریع و بسیار پرتزئین نواخته می‌شود که مقدمه‌ای است بر یک موومانِ آهسته، کوتاه و آوازگونه؛ موومانی که گفته می‌شود حالتِ رؤیاییِ تارتینی را بازمی‌نمایاند.

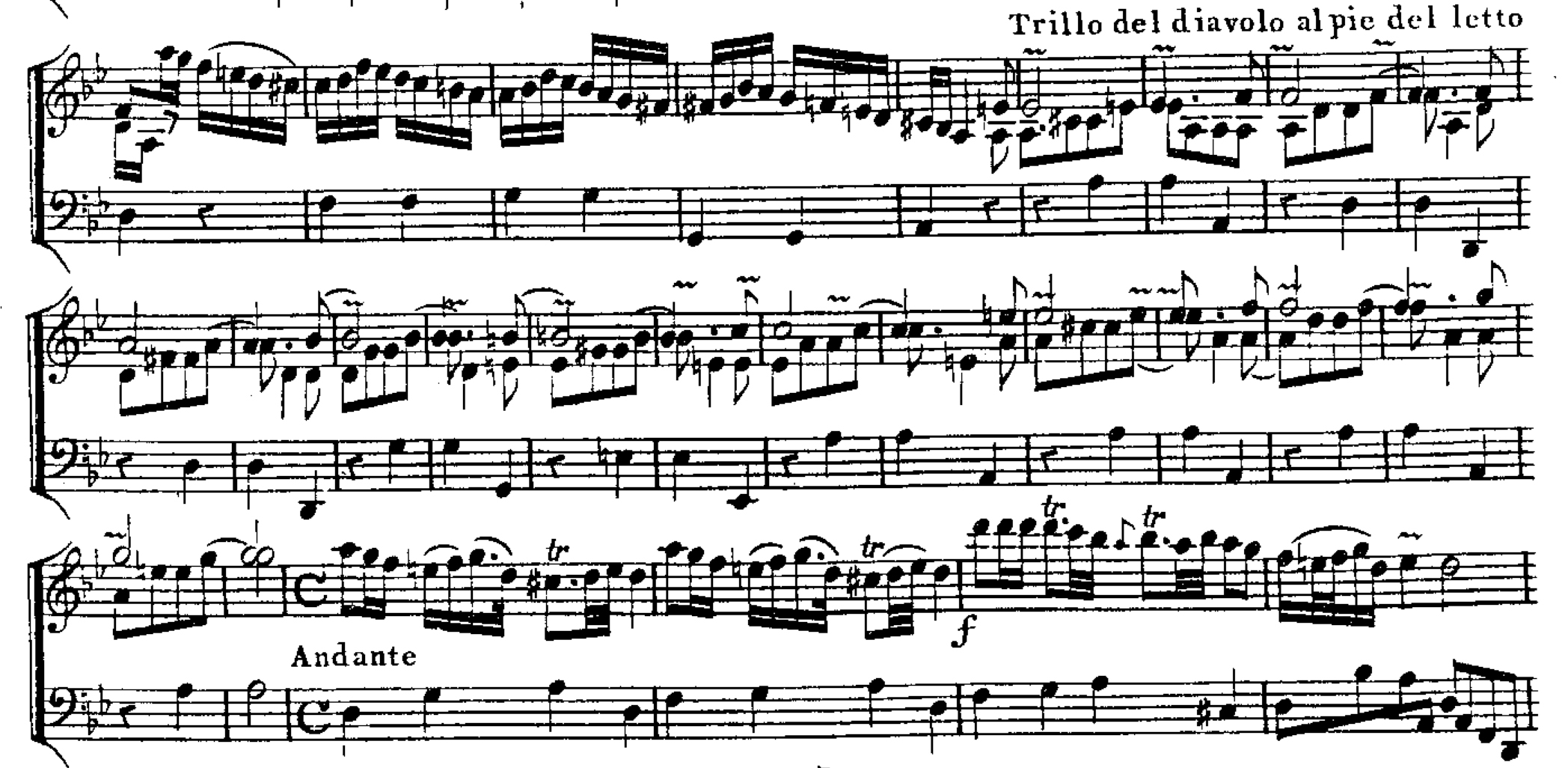
«تریل شیطان» در موومان چهارم

موومان پایانی، که از لحاظ فنی از دشوارترین بخش‌های اثر به‌شمار می‌رود، با شتاب آغاز می‌شود و به‌تدریج به ملودی‌ای تکرارشونده و مُدولار برای ویولن بدل می‌گردد که بر بستری از آکمپانیمانی شدت‌گیرنده شکل می‌گیرد. این بخش به یک تم کروماتیکِ آهسته می‌انجامد که در پی آن سکانس‌های بیشتری از این دو تم اجرا می‌شود. منشأ لقب ماندگارِ سونات (تریل شیطان)، پاساژی است که در آن ویولنیست تریل‌های پیاپی می‌زند و همزمان آکوردهای سه‌صداییِ آرپژدار (یا شکسته) می‌نوازد، که بشدت دشوار است. کادنزای براوورایی که غالباً در این اثر شنیده می‌شود، ساختهٔ فریتس کرایسلر بزرگ است. بخش همراهی برای چند میزانِ پایانیِ پُرشور و نمایشی، دوباره به ویولن می‌پیوندد. تریلِ به‌کاررفته در موومان پایانی، از نخستین نمونه‌های بهره‌گیری از تریل در بازنمایی یک تم موسیقایی به‌شمار می‌رود.

## بازتاب در فرهنگ و هنر
سوناتای «تریل شیطان» به دلیل داستان رازآلود و ساختار فنی پیچیده‌اش (به‌ویژه استفاده از تریل‌ها)، الهام‌بخش آثار متعددی در حوزه‌های گوناگون هنر و سرگرمی بوده است.

### کامیک و انیمه
در مجموعه کامیک ایتالیایی دیلن داگ، «تریل شیطان» قطعه‌ای است که شخصیت اصلی همنام داستان در اوقات فراغت خود با کلارینت می‌نوازد (که به گفتهٔ دستیارش گروچو، با نتایج ضعیفی همراه است). علاوه بر این، در شماره ۲۳۵ با عنوان «سوناتای وهم‌انگیز»، یک ویولن‌زن جوان و زیبای روس، این اثر را تحت هدایت یک آهنگساز پیر اجرا می‌کند که قصد دارد آن را تا حدی تکمیل کند که با آنچه شیطان در رؤیای افسانه‌ای تارتینی نواخته بود، یکسان شود. اما نت‌های این ملودی جدید، واکنش‌های ذهنی و فیزیکی غیرقابل توضیحی در شنوندگان برمی‌انگیزد و آن‌ها را در تماس مستقیم با جهنم قرار می‌دهد.
در انیمهٔ ژاپنی اِرث‌داران تاریکی نیز، یکی از چهار پروندهٔ اصلی داستان از حکایت تارتینی و این سونات الهام گرفته است.

### موسیقی
ویولنیست مشهور، ونسا-می، یک تنظیم مدرن و پرانرژی از این قطعه را با نام «The Devil's Trill» برای آلبوم سال ۱۹۹۶ خود ضبط کرد که به شهرت این اثر در میان نسل جدید کمک شایانی نمود.

### ادبیات
در رمان صهیونیستی معمایی-عاشقانهٔ ماکس برود با عنوان Die Zauberreich der Liebe (قلمرو جادویی عشق، ۱۹۲۸)، «تریل شیطان» به عنوان موتیف اصلی عمل می‌کند و نمادی از تنش‌های درونی شخصیت‌هاست. این کتاب به دوست نویسنده، فرانتس کافکا، تقدیم شده است.
تریل شیطان یک رمان هیجان‌انگیز از نویسنده ایتالیایی، کارلو لوکارلی است. در این داستان، یک ویولن‌زن جوان، کپی نقشه محرمانه ارتش آلمان برای تهاجم به لهستان را که در یک نسخه از سونات تارتینی پنهان شده بود، پیدا می‌کند و در اروپایی که در آستانهٔ تجربهٔ نفرت نازی‌ها و تبدیل دوستان به دشمنان است، به یک مأمور مخفی تبدیل می‌شود.

### سینما و تلویزیون
در فیلم شبانه (Nocturne) محصول ۲۰۲۰، یک نسخه از پارتیتور «تریل شیطان» یکی از عناصر کلیدی و رازآلود داستان است.
در سال ۱۹۴۶، کارگردان بریتانیایی، برنارد نولز، فیلمی با عنوان پاگانینی: آرشه جادویی ساخت که در جشنواره کن به نمایش درآمد و در آن استوارت گرانجر نقش نیکولو پاگانینی را ایفا می‌کند. قطعات ویولن در این فیلم، از جمله سونات تریل شیطان، توسط یهودی منوهین نواخته شده است. این اولین تجربهٔ منوهین با سینما بود و او در این فیلم با یک ویولن استرادیواریوس و یک گوآرنری می‌نوازد.
در فیلم آنگین (۱۹۹۹) به کارگردانی مارتا فاینز، کلوئه هانسلیپ که در آن زمان دوازده ساله بود، این سونات را اجرا می‌کند.

### بازی‌های ویدئویی
در بازی ویدئویی کسلوانیا: مرثیهٔ معصومیت (۲۰۰۳)، قطعهٔ «تریل شیطان» به عنوان موسیقی پس‌زمینه برای مبارزه با یک شخصیت خون‌آشام به نام والتر برنهارد استفاده شده است.

## نسخه‌های چاپی منتشرشده
نخستین نسخهٔ چاپی این سونات، حدود سال ۱۷۹۹ میلادی در پاریس و توسط انتشارات «دکومب» به چاپ رسید. این اثر در قالب بخشی از یک مجموعهٔ بزرگ‌تر به نام L'Art du Violon (هنر ویولن) و به کوشش ژان-ژروم ایمبو، ویولنیست و ناشر سرشناس آن دوره، منتشر شد. این نسخه با عنوانی توصیفی و طولانی به چاپ رسید که به نظر می‌رسد برای جذابیت تجاری و بهره‌گیری از افسانهٔ مشهور رؤیای تارتینی، توسط ناشر انتخاب شده بود: «سونات تارتینی، که در مکتبش تریل شیطان نام گرفت؛ برگرفته از رؤیای استاد که حکایت می‌کرد شیطان را کنار بسترش در حال نواختنِ تریلی دیده که در قطعهٔ نهایی این سونات نگاشته شده است.»